# Luca Banti
Luca Banti (født 27. marts 1974) er en italiensk fodbolddommer fra Livorno. Han har dømt internationalt under det internationale fodboldforbund FIFA siden 2009, hvor han er indrangeret som kategori 2-dommer. Han debuterede i den italienske Serie A i 2005.